# والنتین تلگدی
 والنتین تلگدی (انگلیسی: Valentine Telegdi؛ زاده ۱۱ ژانویهٔ ۱۹۲۲ درگذشته ۸ آوریل ۲۰۰۶) یک فیزیکدان اهل ایالات متحده آمریکا بود.